# Saint-Martin-d'Août
Saint-Martin-d'Août é uma comuna francesa na região administrativa de Auvérnia-Ródano-Alpes, no departamento de Drôme. Estende-se por uma área de 7,67 km². Em 2010 a comuna tinha 399 habitantes (densidade: 52 hab./km²).